# Holly Motor Company
Holly Motor Company war ein US-amerikanischer Hersteller von Automobilen.

## Unternehmensgeschichte
Das Unternehmen wurde 1912 als Nachfolger der Ottomobile Company gegründet. Der Sitz war in Mount Holly in New Jersey. Zunächst wurden noch einige Ottomobile gefertigt. 1913 begann die Vermarktung von Automobilen unter dem eigenen Markennamen Holly. 1915 endete die Produktion.

## Fahrzeuge
Im Angebot stand nur ein Modell. Das Model A-Six hatte einen Sechszylindermotor. Er war mit 38 PS angegeben, leistete aber 60 PS. Das Fahrgestell hatte 330 cm Radstand. Lediglich die Aufbauten änderten sich während der Produktionszeit.
1913 gab es offene Tourenwagen mit fünf und mit sieben Sitzen. 1914 kam ein weiterer Tourenwagen mit sechs Sitzen sowie ein Roadster mit zwei Sitzen dazu. 1915 entfielen die Sechs- und Siebensitzer.

## Modellübersicht
| Jahr | Modell      | Zylinder | Leistung (PS) | Radstand (cm) | Aufbau                                                            |
| ---- | ----------- | -------- | ------------- | ------------- | ----------------------------------------------------------------- |
| 1913 | Model A-Six | 6        | 38            | 330           | Tourenwagen 5-sitzig und 7-sitzig                                 |
| 1914 | Model A-Six | 6        | 38            | 330           | Tourenwagen 5-sitzig und 6-sitzig und 7-sitzig, Roadster 2-sitzig |
| 1915 | Model A-Six | 6        | 38            | 330           | Tourenwagen 5-sitzig, Roadster 2-sitzig                           |